# Alberto Giacometti
Alberto Giacometti (Borgonovo di Stampa, 10 ottobre 1901 – Coira, 11 gennaio 1966) è stato uno scultore, pittore e incisore svizzero.

## Biografia

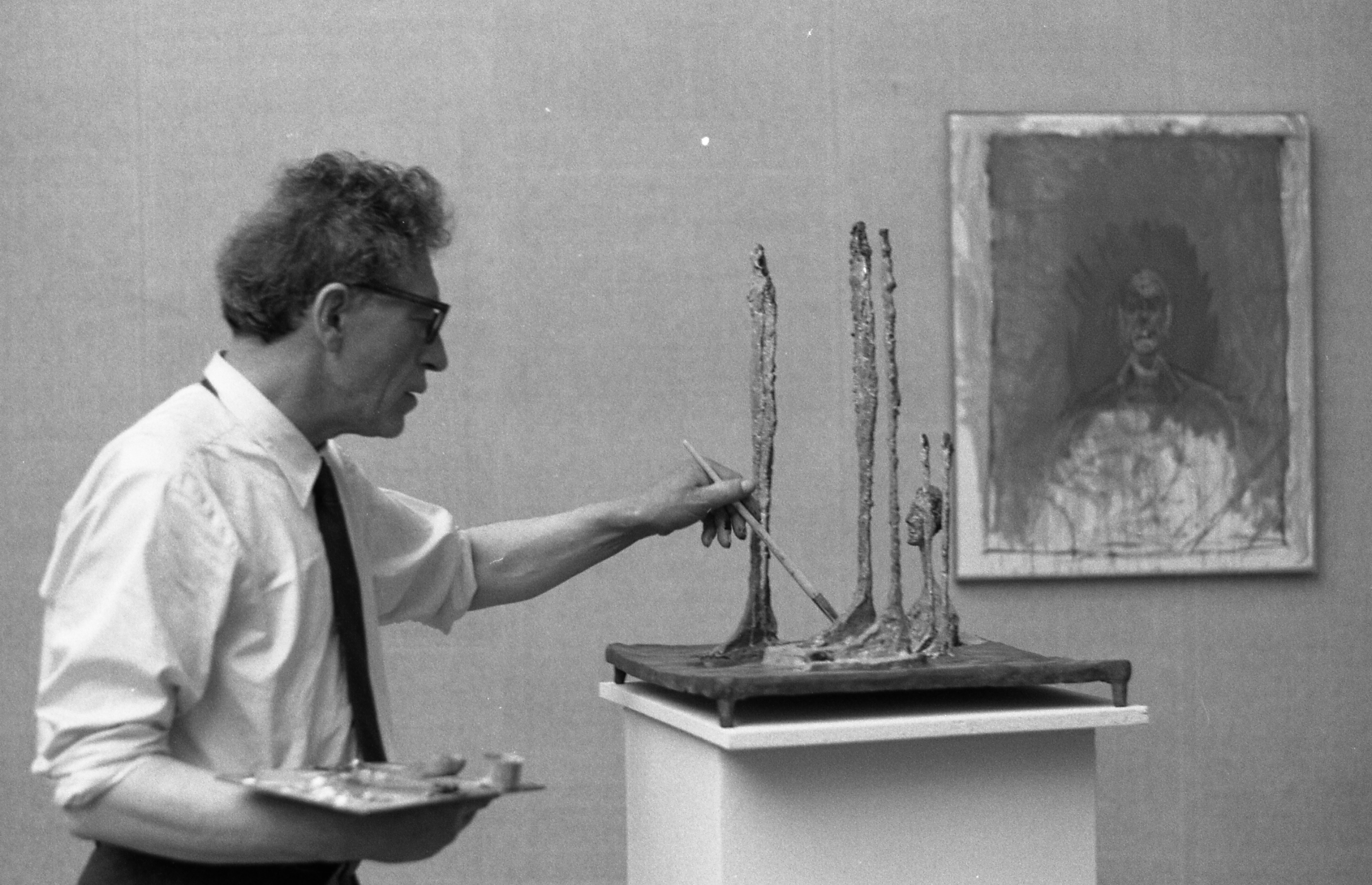
Alberto Giacometti alla XXXI Biennale di Venezia del 1962, fotografato da Paolo Monti.

Alberto Giacometti nacque a Borgonovo di Stampa, nel Canton Grigioni (Svizzera), il 10 ottobre del 1901, figlio del pittore post-impressionista svizzero-italiano Giovanni Giacometti e della sua consorte Annetta Stampa, quest'ultima discendente di protestanti italiani riparati in Svizzera dall'Inquisizione romana. Giacometti cominciò a disegnare, a dipingere e a scolpire assai giovane. Tra l'altro fece spesso dei ritratti di suo cugino Zaccaria Giacometti, poi noto professore di diritto pubblico all'Università di Zurigo che visse con lui come «fratello maggiore».
Dopo aver frequentato la Scuola di arti e di mestieri di Ginevra, nel 1919, si iscrisse a Parigi ai corsi di scultura di Émile-Antoine Bourdelle, all'Accademia della Grande Chaumière nel 1922. Disparate esperienze culturali orientarono in direzioni diverse la sua operatività di questi anni. Lo testimoniano i suoi disegni, caratterizzati dalla frantumazione cubista, analitica, di ogni dettaglio, e sculture.

Ne sono esempi Torso del 1925, e Donna cucchiaio (al Kunsthaus di Zurigo) che, sulla base di un lavoro di memoria, intendono portare alla luce l'essenza concettuale delle cose.
Nel 1928 Giacometti entrò a far parte del gruppo surrealista (con cui ruppe nel 1935, pur partecipando alle mostre fino al 1938). In questo periodo, sul lavoro a memoria prevalgono l'immaginazione e, spesso, l'inconscio, che conducono Giacometti alla creazione di sculture assai importanti per l'idea surrealista di oggetto a funzionamento simbolico: Uomo e donna, (Parigi), e Boule pendu (Sfera sospesa, del 1930, Kunsthaus di Zurigo): una forma sferica oscillante che sfiora una mezza luna allungata dentro un'ingabbiatura di ferro, introduce il problema dello spazio e della sua delimitazione, che da allora si precisa come una costante della ricerca estetica di Giacometti.
Nelle sculture dei primi anni trenta ricorrono alcuni elementi che ne costituiscono la chiave interpretativa: allusioni a parti anatomiche e organi sessuali, posti in dialettico rapporto con le strutture lineari e geometriche entro cui sono inseriti (Gabbia, del 1931, Stoccolma, Moderna Museet; Palazzo alle 4 del mattino, Museum of Modern Art di New York). Il ricorso alla Gabbia pone l'idea della scultura come costruzione trasparente, corrispondente plastico dello spazio illusionistico della pittura. La stessa tematica e gli stessi elementi chiave compaiono nei disegni di Oggetti mobili e muti del 1931, forme inquietanti in quanto difficilmente identificabili, come scrive lo stesso Giacometti. La sua opera degli anni successivi tende a chiudere la parentesi surrealista.
L'oggetto invisibile rappresenta un punto di riferimento: il parallelepipedo su cui poggia la donna e l'incastellatura alle sue spalle prefigurano la strutturazione di molte sue opere pittoriche successive, nelle quali ricompare la stessa delimitazione dello spazio a inquadrare le immagini. Nel decennio lavora appartato occupandosi ancora prevalentemente di scultura.
Il suo interesse si sposta dal mito e dal sogno all'osservazione diretta della realtà, che si accompagna a una più consapevole preoccupazione per i materiali e le tecniche e implica una notevole trasformazione stilistica che lo conduce ad una sorta di naturismo schematico (Le mele sul buffet, 1937, Museum of Modern Art di New York).
Dal 1947 riprende a dipingere e disegnare intensamente, continuando a lavorare dal vero. I temi preferiti, pochi e di continuo rivisitati, sono i familiari (la madre e il fratello Diego), gli oggetti che lo circondano, paesaggi visti e vissuti. Le figure sono fisse, immobili rigidamente frontali: la cornice che Giacometti costruisce attorno ad esse ha la funzione di allontanarle isolandole dallo spazio, creando attorno ad esse vuoto.
È vicino alle problematiche esistenzialistiche; non a caso della sua pittura è stato interprete attento Sartre, che ne ha colto i riferimenti all'inaccessibilità degli oggetti e delle distanze esistenti tra gli uomini. Lo strumento stilistico scelto per tradurre in immagini le apparenze della realtà visibile è, in pittura, un segno che si infittisce e si dirada per esprimere la trama di relazioni degli oggetti fra loro e con loro nello spazio circostante, mentre in scultura grumi di materia apparentemente informi si coagulano lungo fondamentali linee di forza. Su quanto la scultura etrusca (es. Ombra della sera, Museo Etrusco Guarnacci, Volterra) abbia influenzato l'opera di Giacometti, fu allestita la mostra Giacometti et les Etrusques (Pinacotheque de Paris, Parigi, 16 settembre 2011 – 8 gennaio 2012).
L'effigie dell'artista ed alcune sue opere sono rappresentate nella banconota elvetica di 100 franchi.

Opere di Giacometti alla XXXI Biennale di Venezia del 1962 (foto di Paolo Monti)
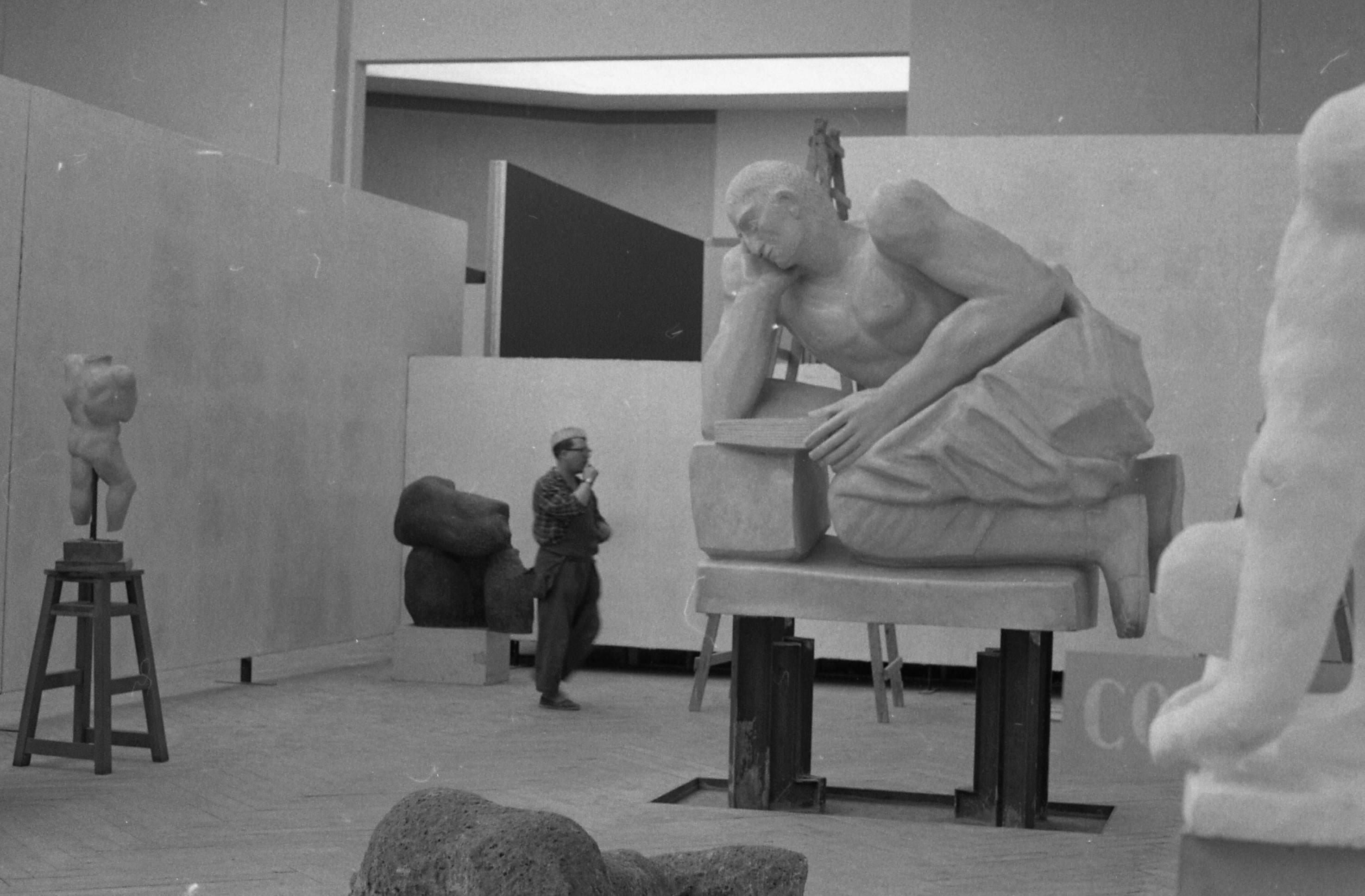

## Record per il prezzo d'acquisto
La scultura bronzea, L'Homme Qui Marche I (1960) (l'uomo che cammina), ha detenuto il record per il prezzo di acquisto di un'opera d'arte (che non sia un quadro) per più di 100 milioni di dollari americani.
In data 12 maggio 2015 un'altra sua scultura bronzea, L'Homme au doigt (1947), in inglese Pointing man, è stata battuta da Christie's a New York per 141 milioni di dollari, nuovo record per una scultura.

## Opere

### Sculture
- Torse (1926)
- Femme cuillère (1927)
- Le Couple (1927)
- Composition cubiste. Homme (1927)
- Tête qui contemple (1927)
- Femme couchée qui rêve (1929)
- Homme et femme (1929)
- La Boule suspendue (1930)
- Objet désagréable à jeter (1931)
- Projet pour un couloir (1932)
- Pointe à l'œil (1932)
- On ne joue plus (1932)
- Femme égorgée (1932)
- Main prise (1932)
- Le Palais à quatre heures du matin (1932)
- La Femme qui marche (1932)
- Cage (1933)
- Table surréaliste (1933)
- Fleur en danger (1933)
- L'Objet invisible (1934; anche conosciuto col titolo Mains tenant le vide)
- Nuit (1946)
- L'Homme au doigt (1947)
- Le Nez (1947)
- Tête sur tige (1947)
- Homme qui marche (1947)
- Femme au chignon (1948)
- Grande figure (1949)
- La Place (1949)
- Le Chariot (1950)
- Le Petit Lustre (1950)
- Le Chien (1951)
- Le Chat (1951)
- Tête de Diego sur socle (1953)
- Femme debout (1953)
- Bust of Diego (1954)
- Femmes de Venise (1956)
- Grande femme IV (1960)
- Grandes figures II (1960)
- Grandes Figures III (1960)
- L'Homme Qui Marche I (1960)
- Arbre (1961; realizzata per Aspettando Godot di Samuel Beckett)

### Quadri
- Autoritratto (1921)
- Le Couple (1926)
- La Mère de l'artiste (1937)
- Pomme sur un buffet (1937)
- Stehende Figur (1947)
- La rue (1952)
- Paysage à Stampa (1952)
- Diego in a Plaid Shirt (1954)
- Rue d'Alésia (1954)
- Annette dans le studio (1954)
- Yanaihara (1958)
- Annette (1962)